# Ярмарка тщеславия (фильм, 2004)
«Ярмарка тщеславия» (англ. Vanity Fair) — кинофильм режиссёра Миры Наир по мотивам одноимённого романа Уильяма Теккерея. Слоган фильма «On September 1st, a heroine will rise» («1-го сентября героиня поднимется»). Мировая премьера состоялась 1 сентября 2004 года. Премьера в России — 25 декабря 2004 года.
Картина была номинирована на премию «Золотой лев» на Венецианском кинофестивале в 2004 году.

## Сюжет
Ребекка Шарп, умная и амбициозная молодая особа, дочь обедневшего художника и оперной певицы, стремится к удачному замужеству и обеспеченной жизни. Её подруга Эмилия Седли, скромная и добродушная дочь богатого торговца, мечтает о том дне, когда она станет женой своего наречённого, капитана Джорджа Осборна.
Покинув пансион мисс Пинкертон, Ребекка гостит у Эмилии, где знакомится с её братом, мистером Джозефом Седли. Джозеф нажил состояние, служа сборщиком налогов в Индии, и расчётливая Ребекка прилагает все усилия к тому, чтобы очаровать его. Она почти добивается своего, но Джордж Осборн отговаривает Джозефа от женитьбы на Ребекке, указывая на её низкое социальное положение.
Потерпев неудачу, Ребекка устраивается гувернанткой в семью сэра Питта Кроули, и вскоре, благодаря своим изысканным манерам и остроумию, завоёвывает благосклонное расположение всего семейства Кроули, а главным образом, мисс Матильды, богатой и одинокой сестры сэра Питта.
Спустя некоторое время, овдовевший сэр Питт неожиданно делает предложение Ребекке, но она отказывает, так как уже тайно обвенчана с его младшим сыном, Родоном Кроули, любимым племянником мисс Матильды. Узнав о свадьбе, она выгоняет Ребекку и Родона из дома, тем самым разрушив планы молодой пары, рассчитывавшей на получение в будущем её внушительного наследства.
Решив не унывать, молодожёны отправляются в свадебное путешествие, по пути встретив Эмилию и Джорджа Осборнов, также недавно поженившихся. Их браку предшествовали драматические обстоятельства: отец Эмилии разорился, и мистер Осборн-старший воспротивился браку Джорджа и мисс Седли. Тем не менее, друг Джорджа, майор Доббин, втайне влюблённый в Эмилию, настаивает, чтобы тот благородно поступил в отношении девушки, и наперекор воле отца, Осборн берёт её в жёны. Медовый месяц прерывает возобновившаяся война с Наполеоном. Родон и Джордж отбывают в Брюссель, их супруги следуют за ними. 18 июня 1815 года Джордж Осборн погибает в битве при Ватерлоо, оставив беременную Эмилию без средств к существованию. Её сына через несколько лет забрал на воспитание старик Осборн, а Доббин, отчаявшись дождаться любви Эмилии, уехал в Индию.
По окончании войны Ребекка с мужем и маленьким сыном Роуди возвращаются в Англию. Сэр Питт и мисс Матильда умирают, завещав всё своё состояние Питту Кроули-младшему. Финансовое положение семьи Родона ухудшается, но изворотливая Ребекка неожиданно получает помощь от влиятельного маркиза Стайна. Этот человек некогда оценил талант её отца, скупив все его картины, и теперь оказывает покровительство Ребекке, благодаря чему она принята в великосветском обществе Лондона. Маркиз же взамен требует недвусмысленного вознаграждения за свою любезность.
Чтобы устранить Родона, по наущению Стайна кредиторы отправляют его в долговую тюрьму, но тому удаётся выбраться. Вернувшись домой, он застаёт свою жену в объятиях маркиза. Родон вышвыривает Стайна прочь, и, невзирая на оправдания Ребекки, оставляет её. В отместку за нанесённое оскорбление маркиз добивается назначения полковника Кроули на пост губернатора отдалённого острова, где Родон вскоре умирает от лихорадки.
Двенадцать лет спустя в Баден-Бадене Ребекка встречает Эмилию, её сына Джорджи и майора Доббина. Все эти годы Доббин не переставал любить Эмилию, но она хранила верность умершему супругу. Ребекка убеждает её в преданности и искренности чувств Доббина, и Эмилия обретает с ним семейное счастье. Сама же Ребекка вновь сталкивается со своим давним поклонником, Джозефом Седли. Он, наконец, отваживается просить её руки и увозит Ребекку в Индию.

## В ролях
- Риз Уизерспун / Анджелика Мэнди — Ребекка Шарп Кроули
- Роджер Ллойд-Пэк — Фрэнсис Шарп
- Ромола Гараи — Эмилия Седли Осборн
- Джеймс Пьюрфой — полковник Родон Кроули, муж Ребекки
- Джонатан Рис-Майерс — капитан Джордж Осборн, муж Эмилии
- Том Старридж — Джорджи, сын Джорджа Осборна и Эмилии
- Рис Иванс — майор Уильям Доббин
- Айлин Эткинс — мисс Матильда Кроули
- Гэбриэл Бирн — маркиз Стайн
- Боб Хоскинс — сэр Питт Кроули-старший
- Дуглас Ходж — мистер Питт Кроули-младший
- Джим Бродбент — мистер Осборн
- Тони Модсли — мистер Джозеф Седли
- Дебора Финдли — миссис Седли
- Рут Шин — мисс Пинкертон
- Шан Томас — леди Дарлингтон
- Барбара Ли-Хант — леди Бэриакрис
- Джейд Рэмси — школьница

## Дополнительная информация
- Наташа Литтл в 1998 году принимала участие в телесериале «Ярмарка тщеславия» производства BBC, сыграв главную героиню — Ребекку Шарп. В этой киноверсии она появляется уже в качестве второстепенного персонажа — леди Джейн Шипшенкс, жены Питта Кроули-младшего[2].
- В роли повзрослевшего Роуди, сына Ребекки и Родона, выступил начинающий на тот момент актёр Роберт Паттинсон. Однако сцены с его участием не вошли в окончательный вариант картины, и теперь доступны только на DVD-версиях[3].

## Отзывы
После выхода фильм удостоился неоднозначных отзывов. На сайте Metacritic картине был дан средний балл (53 из 100 возможных) на основании 41 отзыва.
Стивен Хантер, кинокритик из The Washington Post, опубликовал положительный отклик, отметив, что «киноверсия Миры Наир превосходно воплощает масштаб, блеск и остроумие первоисточника». И, напротив, Лиза Шварцбаум в своём обзоре в Entertainment Weekly присвоила фильму рейтинг B-, назвав его «балансирующей на грани скуки историей коварной авантюристки, падение которой столь же стремительно, как и её подъём».